# New Conversations
New Conversations est un album du pianiste de jazz Bill Evans paru en 1978.

## Historique
Cet album, produit par Helen Keane, a été initialement publié en 1978 par Warner Bros Records (BSK 3177-Y). Il a été enregistré à  New York les 26, 27, 28, 30 janvier et 13, 14, 15, 16 février 1978. L'ingénieur du son était Frank Laico.
C'est le troisième et dernier album en « overdubbing » enregistré par Evans. Le premier était Conversations with myself (Verve, 1963), le second Further conversations with myself (Verve, 1967).
Le dessin de couverture a été réalisé par John Von Hammersveld.

## Titres de l’album
| No | Titre                | Auteur                            | Durée |
| -- | -------------------- | --------------------------------- | ----- |
| 1. | Song for Helen       | Bill Evans                        | 7:48  |
| 2. | Nobody Else but Me   | Jerome Kern, Oscar Hammerstein II | 4:38  |
| 3. | Maxine               | Bill Evans                        | 4:40  |
| 4. | For Nenette          | Bill Evans                        | 7:19  |
| 5. | I Love my Wife       | Cy Coleman, Michael Stewart       | 6:43  |
| 6. | Remembering the Rain | Bill Evans                        | 4:29  |
| 7. | After You            | Cole Porter                       | 3:39  |
| 8. | Reflections in D     | Duke Ellington                    | 7:00  |

## Musicien
- Bill Evans : piano et Fender Rhodes en re-recording (de 1 à 3 pistes selon les titres)

## Analyse des morceaux
- Song for Helen est une composition écrite par Evans en hommage à son agent et productrice Helen Keane. On y entend deux pistes de piano acoustique et une piste de Fender Rhodes. Ce thème de 20 mesures en ré majeur est basé sur une formule simple de 3 notes (la suite de 3 note du début du standard My romance) répétée 17 fois (avec transpositions)  sur une grille harmonique assez sinueuse. Evans a déclaré qu'il s'était beaucoup inspiré du Prélude, op. 74 de Scriabine.
- Nobody else but me, titre composé Kern et Hammerstein, est tiré de la comédie musicale Show Boat. Evans a enregistré une piste de piano et une de Fender Rhodes.
- Maxine est une composition écrite par Evans en hommage à sa belle-fille qui avait, à l'époque, 11 ans. On y entend deux pistes de piano acoustique et une piste de Fender Rhodes. C'est une longue valse en fa à l'harmonie, là aussi, assez sinueuse.
- For Nenette (aussi connue sous le titre In april) est une composition écrite par Evans en hommage à sa femme (née Nenette Zazzara). On y entend deux pistes de piano acoustique et une piste de Fender Rhodes. C'est une ballade de forme ABAC (8-8-8-12) en ré majeur.
- I love my wife est une composition de Cy Coleman tirée de la comédie musicale qui porte le même nom. On entend sur ce titre deux pistes de piano.
- Remembering the rain est aussi une composition du pianiste. C'est une ballade en la majeur de forme ABC (8-10-8), la partie C (dont la grille harmonique est utilisée comme intro) étant une sorte d'interlude jouée très librement sur une pédale de mi.
- After you, titre composé Cole Porter, est tiré de la  comédie musicale Gay Divorce. On entend sur ce titre deux pistes de piano.
- Reflections in D est une composition très rarement reprise de Duke Ellington. Evans avait entendu ce titre interprété par son ami, le crooner Tony Bennett. Pour cette pièce, il n'y a pas d'overdubbing : Evans a enregistré une seule piste de piano. On remarquera que le pianiste n'improvise pas, mais reprend inlassablement le thème écrit par Ellington en procédant à de subtiles ré-harmonisations.